# Алешнюги
Алешнюги — деревня в России, в Пустошкинском районе Псковской области. Входит в состав Алольской волости. 

## География
Расположена в 30 км на северо-западе от города Пустошка. Имеет главную дорогу с автоостановкой. 
Деревня окружена смешанными лесами, богатыми ягодами и грибами. Недалеко протекает река Алоля.

## Население
| 2002 | 2010 |
| ---- | ---- |
| 16   | ↘10  |

Численность населения деревни по оценке на начало 2001 года составляла 17 жителей.